# Yuan Shikai
Yuan Shikai (cinese: 袁世凱T, 袁世凯S, Yuán ShìkǎiP, Yüan Shih-k'aiW, appellativo di cortesia Wèitíng 慰亭; pseudonimo Róng'ān 容庵; Zhangying, 16 settembre 1859 – Pechino, 6 giugno 1916) è stato un politico e militare cinese, ufficiale dell'esercito, attivo tra la fine dell'Impero Qing e i primi anni della repubblica.
Il suo inconsueto potere politico e le sue qualità personali sono state oggetto di contrastanti valutazioni. In Cina fu spesso oggetto di valutazioni negative, poiché per ambizione personale volle approfittare sia dei propri legami con la corte imperiale (da lui portata ad abdicare) sia di quelli con la repubblica. Tra il 1912 ed il 1915 passò alla storia per aver fatto ricorso alla dittatura militare e per la sua presidenza autoritaria, dotata di enormi poteri, finché in quell'anno si autoproclamò imperatore, tentando di creare una nuova dinastia. Tuttavia con la vittoria dei signori della guerra repubblicani nella immediatamente successiva guerra di protezione nazionale nel 1916 abdicò e nello stesso anno scomparve, causando un vuoto di potere e lasciando la Cina in un caos politico dando così inizio al periodo dei signori della guerra.

## Biografia

### Nascita
Yuan Shikai nacque nel villaggio di Zhangying, nella provincia di Henan, da una famiglia assai agiata. Successivamente con la famiglia si trasferì in una zona collinare, dove fondò il villaggio fortificato di Yuanzhai (袁寨村, letteralmente "villaggio fortificato della famiglia Yuan"), attualmente parte della città di Wangmingkou, talvolta ritenuto erroneamente luogo di nascita di Yuan.
Egli trascorse la giovinezza spensierato praticando il pugilato. Raggiunta la maggiore età, sostenne gli esami imperiali per diventare funzionario pubblico, ma per due volte non li superò. Decise quindi di arruolarsi nell'esercito, sperando in un'agevolazione di una successiva carriera politica: grazie ai contatti di suo padre riuscì ad entrare nella Brigata Qin a Tengzhou. Nel 1876 Yuan si sposò con una donna della famiglia Yu, dalla quale ebbe un figlio, Keding, nato nel 1878.

### Gli anni in Corea
Verso la fine del XIX secolo la Corea si trovava in un conflitto di potere che vedeva contrapposte due fazioni: gli isolazionisti (guidati dal padre del re, Daewon-gun) e i progressisti (guidati dalla regina Myeongseong). Questi ultimi erano favorevoli ad instaurare accordi commerciali con la Cina, ma erano osteggiati dagli isolazionisti che vedevano qualsiasi contatto con la Cina come una forma di ulteriore sudditanza (la Corea era infatti protettorato cinese).
Il Giappone, che stava sviluppando una politica estera assai aggressiva, mostrò un certo interesse nell'instaurare contatti economici con la Corea e nel 1876 costrinse le autorità coreane a firmare il trattato di Ganghwa, con il quale venivano stabiliti ufficialmente delle relazioni commerciali fra i due paesi. Questo trattato autorizzava il Giappone a inviare truppe a Seul per salvaguardare i propri interessi in caso di attacco alla stessa Corea. Inoltre, aprì scali commerciali a Inchon e Wŏnsan. Questa numerose ingerenze da parte dei giapponesi portò alla vittoria gli isolazionisti e all'esilio della regina. Per proteggere gli interessi cinesi, il viceré di Zhīlǐ, Li Hongzhang, inviò in Corea la Brigata Qin. La reazione giapponese non si fece attendere e presto ingenti truppe nipponiche raggiunsero Seul. La debolezza della Corea era evidente, visto che non aveva nemmeno un esercito in grado di risolvere le controversie interne, per cui non avrebbe potuto certamente fronteggiare invasioni esterne.
Re Gojong propose di realizzare l'addestramento di soldati nella moderna arte della guerra. A capo di questo progetto venne messo Yuan, e gli fu ordinato di rimanere in Corea. Inoltre, grazie all'intercessione del viceré Li, che lo aveva raccomandato all'imperatore, venne nominato sub-prefetto. Nel 1885, Yuan venne promosso a residente imperiale a Seul con ordini dal trono imperiale l'equivalente del moderno ambasciatore. Questa posizione permise a Yuan De facto, di diventare il suzerain del governo coreano, imponendo al suo interno le politiche gradite dalla Cina.
Il Giappone non gradiva queste relazioni sino-coreane e tentò di convincere Yuan che la Corea stava abbandonando le sue posizioni filo-cinesi per orientarsi verso la Russia. Scopo del Giappone era la conquista della Corea, o almeno di suddividerla con la Cina. Lo scetticismo di Yuan in merito, lo portò a non dar credito alle ipotesi giapponesi.
La Cina e il Giappone firmarono un trattato di reciproca consultazione prima di inviare truppe in Corea per proteggere i rispettivi interessi. Tuttavia il paese, restava protettorato cinese. Lo stato di regressione economica in cui versava la Corea portò ad un crescente malcontento, nonché alla formazione di gruppi rivoluzionari: uno fra i più radicali, la Società Donghak, che combinava confucianesimo e taoismo nel nazionalismo, scatenò un'insurrezione armata. Su richiesta di Yuan, la Cina inviò delle truppe e, come da accordi, fece lo stesso il Giappone.
Quando i cinesi iniziarono a lasciare la Corea, i giapponesi tuttavia, si rifiutarono di fare lo stesso e anzi imposero un blocco all'altezza del 38º parallelo. Li Hongzhang voleva evitare la guerra a tutti i costi e, per impedire che le tensioni giungessero ad un punto critico, impedì a Yuan di contrapporsi ai giapponesi. Questi non poté così tornare a Seul e, perso ogni incarico effettivo, fu richiamato nel luglio 1894 a Tientsin, poco prima dello scoppio della Prima guerra sino-giapponese.

### Attività con la tarda dinastia Qing
Allo scoppio della guerra, Yuan venne immediatamente rispedito in Corea al comando delle forze cinesi già presenti, ma venne presto richiamato in patria riuscendo così ad evitare l'umiliazione di una pesante sconfitta. Yuan restava un alleato di Li Hongzhang e questo rapporto gli fruttò soprattutto nel momento in cui venne nominato comandante del primo Nuovo Esercito, nell'anno 1895. La dinastia Qing contava molto su questa armata, in quanto era la meglio addestrata ed equipaggiata, nonché la più vicina a Pechino.
In quel periodo l'imperatore Guangxu stava venendo manipolato da Kang Yowei, un riformatore che voleva prendere il potere attraverso riforme controverse, il quale vedeva l'imperatrice vedova Cixi come una minaccia ai suoi piani in quanto, pur apprezzando il suo carattere riformatore, sospettava dei suoi tentativi di manipolazione sul suo debole figlio adottivo. Dopo che nel 1898, Cixi e Guangxu avviarono la Riforma dei Cento Giorni, Kang vide l'opportunità di prendere il potere facendo licenziare moltissimi funzionari e consiglieri imperiali attraverso Guangxu, sostituendoli con suoi stretti collaboratori e seguaci e tramite l'istituzione di un comitato dai grandi poteri. Essendo Cixi un ostacolo a questi suoi tentativi di presa al potere pianificò un assassinio di Cixi.
L'atteggiamento di Yuan verso questo attentato è tuttora oggetto di dibattito. Pare che Tan Sitong abbia contattato Yuan Shikai chiedendogli di sostenere Kang, ma che questi non abbia dato una risposta diretta, pur confermando la sua fedeltà al trono. Secondo il diario di Liang Qichao, braccio destro di Kang, Yuan si recò in treno a Tientsin il 20 settembre 1898 ed ebbe dei colloqui con Ronglu; cosa si dissero, però, non è chiaro. Molti storici sono convinti che Yuan abbia rivelato al generale il piano di Kang e i suoi . Il 21 settembre 1898, comunque, Ronglu occupò la Città Proibita sotto ordine di Cixi dopo che le fu riferito da Yuan le intenzioni di Kang e costrinse l'imperatore ad una sorta di arresti domiciliari. Cixi non rese pubblica la notizia che Guangxu fosse, se certamente non il pianificatore, sicuramente a conoscenza del piano, poiché ciò avrebbe messo in pericolo la dinastia in quanto non ci sarebbe stato un successore, e lei era ormai anziana.
Yuan sostenne l'imperatrice vedova Cixi, che lo nominò nel 1899 governatore dello Shandong, posizione dalla quale diresse la repressione dei Boxer. Due anni dopo, il 25 giugno 1901, succedette a Li Hongzhang (che morì il 7 novembre) nella carica di viceré di Zhili e ministro del Beiyang. Da questa carica, Yuan si adoperò per portare a termine la repressione del movimento dei Boxer, espandere e rafforzare sul modello occidentale l'Esercito Beiyang (rendendolo l'esercito più forte e moderno della Cina).
Dopo che il Protocollo dei Boxer impedì ai cinesi di occupare militarmente alcune città, fra cui Tientsin, Yuan istituì una vasta forza di polizia per continuare ad esercitarne il controllo. Nello stesso periodo, usò la propria influenza fra i colonialisti europei per impedire che l'imperatrice vedova Cixi fosse inserita nella lista dei criminali di guerra per avere sostenuto la rivolta dei Boxer. Quest'ultimo atto avvicinò notevolmente Yuan alla corte; egli fu infatti il promotore della costituzione del Ministero dell'Istruzione e del Ministero della Polizia, entrambi su modello occidentale. Inoltre, sostenne l'eguaglianza etnica fra i manciù e gli han, promossa da Cixi negli anni di grande riforma del '900.

### Ritiro e ritorno
Nel novembre 1908, a distanza di un giorno, Guangxu e Cixi morirono; pare che una delle ultime volontà dell'imperatore fosse quella di far giustiziare Yuan. Salvato dalla sua ampia fama, nel gennaio 1909 fu sollevato da tutti gli incarichi per volere del reggente, il principe Chun Zaifeng, il quale lo rispedì al proprio villaggio d'origine in una sorta di esilio imposto. Le fonti ufficiali indicarono che Yuan si era ritirato per problemi di salute. L'influenza di Yuan restava però alta: l'Esercito Beiyang continuava ad essergli fedele e lui continuava a mantenere contatti non solo nella corte, ma anche fra i rivoluzionari repubblicani di Sun Yat-sen.
I rivoluzionari tentarono di portarlo dalla loro parte proponendogli la carica di presidente della Repubblica di Cina, ma Yuan rifiutò; anche la corte imperiale fece marcia indietro offrendogli prima la carica di viceré di Huguang, quindi di primo ministro del gabinetto imperiale, usando il pretesto dei problemi di salute come scusa per rifiutare costantemente. Infine, però, accettò le reiterate insistenze dei sostenitori dei Qing e dal 1º novembre 1911, divenne primo ministro. Accertatosi che il bilancio di forze era ora a suo vantaggio, Yuan come primo atto costrinse Zaifeng a lasciare la reggenza, garantendogli il pieno controllo sulla Cina.

### Il governo di Yuan
La Rivolta di Wuchang del 10 ottobre del 1911, aveva visto la successiva proclamazione di indipendenza da parte della maggioranza delle province meridionali della Cina. Yikuang, predecessore di Yuan, non era stato in grado di frenare l'avanzata rivoluzionaria. Ormai, la corte Qing controllava solo la zona circostante Pechino ed era consapevole che l'Esercito Beiyang era l'unica armata degna di questo nome ad essergli fedele — finché lo fosse rimasto anche Yuan. Per questo, il 2 novembre del 1911, l'imperatrice vedova Longyu diede a Yuan la carica di primo ministro e di marchese di primo rango, il massimo grado onorifico della Cina dell'epoca.
Il governo di Yuan era composto quasi unicamente da cinesi di etnia han, con solo un mancese. Yuan fece immediatamente uso dell'Esercito Beiyang per assicurare la stabilità politica di Pechino, quindi già nel novembre del 1911, occupò Hankou e Hangyan, avvicinandosi a Wachang; la sua speranza era che i repubblicani scendessero finalmente a negoziati.

### Presidente della Repubblica di Cina

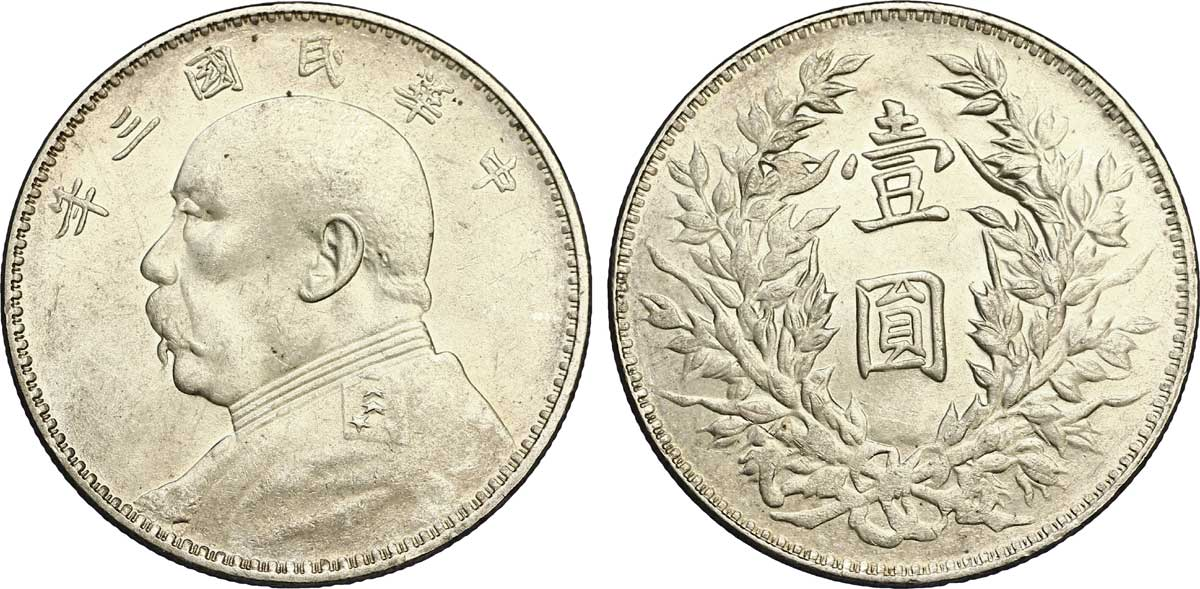
Yuan Shikai

Il presidente della Repubblica di Cina, Sun Yat-sen, sapeva che i rivoluzionari non avrebbero potuto resistere all'Esercito Beiyang e quindi scese a patti: in un accordo puramente improntato al potere personale, Yuan promise l'abdicazione dell'imperatore Pu Yi se gli fosse stata garantita la carica di presidente della Repubblica. I rivoluzionari dovettero accettare.
Il 12 febbraio 1912, l'imperatrice vedova Longyu annunciò pubblicamente l'abdicazione di Pu Yi. Sun accettò di cedere la carica a Yuan, ma pretese che la capitale rimanesse a Nanchino, dove i rivoluzionari erano più forti e dove era stato formato il Senato Provvisorio di Nanchino. Yuan voleva però conservare anche un vantaggio geografico; apparentemente su suo ordine, un suo fedele ufficiale, Cao Kun, orchestrò un colpo di Stato farsa a Pechino e Tientsin, controllati da Yuan, il quale lo usò come pretesto per spostare la capitale a Pechino. I rivoluzionari, riluttanti, scesero nuovamente a compromessi.
Il 14 febbraio 1912, Yuan Shikai venne eletto presidente provvisorio della Repubblica di Cina dal Senato e giurò il 10 marzo 1912. Il governo di Yuan si caratterizzò per tratti fortemente autoritari e improntati sul mantenimento del suo potere personale. Gradualmente, i già non buoni rapporti con Sun Yat-sen si incrinarono ulteriormente e il leader rivoluzionario repubblicano riuscì a portare il Kuomintang contro Yuan.
Nel febbraio 1913, alle prime elezioni dell'Assemblea Nazionale della Repubblica di Cina, il Kuomintang ottenne una schiacciante vittoria e un deputato leale a Sun Yat-sen, Song Jiaoren, propose la costituzione di un gabinetto politico e fu indicato come potenziale primo ministro. Yuan vide rapidamente in Song un nemico. Dopo l'assassinio di Song Jiaoren, il 20 marzo 1913, Yuan fu ritenuto responsabile dagli ambienti vicini al Kuomintang.

### Consolidamento della dittatura
Nel corso dell'anno 1913, il Kuomintang divenne sempre più oggetto della repressione verso Yuan, mentre i suoi deputati furono oggetti di reiterati tentativi di corruzione. Presto, il Kuomintang venne praticamente cacciato dagli organismi di potere locale, in favore degli uomini di Yuan.
Temendo l'arresto o l'uccisione, Sun Yat-sen fuggì in Giappone, dove sostenne una "seconda Rivoluzione" contro l'autorità di Yuan. Questi invece proseguì con i propri progetti: sfruttando la propria influenza negli ambienti militari, disciolse le assemblee provinciali e nazionali e rimpiazzò il Senato con un Consiglio di Stato, alla cui testa pose come primo ministro Duan Qirui, fidato ufficiale dell'Esercito Beiyang.
Il Kuomintang cercò di scatenare la "seconda rivoluzione", ma questa finì in un disastro, in quanto l'esercito fu in grado di riprendere rapidamente il controllo delle zone occupate dai nazionalisti. I governatori provinciali del Kuomintang furono costretti a giurare lealtà al presidente della Repubblica, mentre altri lo fecero di loro spontanea volontà. Dopo la vittoria, Yuan re-istituì i governi provinciali, mettendovi a capo un governatore militare. Il fatto che i governatori militari delle varie province avessero il diretto controllo delle loro forze armate contribuì a gettare le basi del periodo dei signori della guerra.
Nel 1915, il Giappone impose a Pechino un ultimatum costituito dalle Ventuno richieste. Quando si sparse la voce che Yuan era disposto ad accettarne alcune, si verificarono proteste di massa anti-giapponesi. Solo la pressione occidentale convinse il Giappone a ritirare l'ultimatum.

### Yuan imperatore: un breve regno
Il potere di Yuan era finalmente sicuro. Questi usò quindi i suoi sostenitori, principalmente il famoso pensatore  monarchico Yang Du, per sostenere la rinascita della monarchia. Lo stesso Yang Du chiese a Yuan di assumere la carica di imperatore. Yang sosteneva che la Cina era stata per troppo a lungo sottomessa al dominio autoritario dei mancesi e la repubblica non poteva che essere una fase transitoria per mettere fine a questo dominio, ma che doveva essere poi superata da una nuova monarchia, in quanto solo la monarchia era in grado di assicurare stabilità e sicurezza alla Cina. Le asserzioni di Yang furono sostenute particolarmente dal politologo statunitense Frank Johnson Goodnow e dal governo del Giappone.
Il 20 novembre 1915, un'assemblea appositamente scelta da Yuan proclamò la fine della Repubblica di Cina e la restaurazione della monarchia. Il 12 dicembre 1915, Yuan si autoproclamò Imperatore dell'Impero Cinese assumendo il nome Imperiale di Hongxian e fissò la cerimonia d'insediamento per il 1º gennaio 1916. Già il 25 dicembre 1915, però, il malcontento e l'ostilità verso la monarchia si fecero sentire anche contro Yuan: diverse province, sotto la guida del governatore dello Yunnan, Cai E, si ribellarono al nuovo imperatore. Il Giappone ritirò il proprio sostegno a Yuan una volta constatata la sua debolezza e la sua scarsissima popolarità.
Yuan ritardò la cerimonia d'insediamento nel tentativo di raggiungere un accordo con gli insorti, ma la cerimonia fu definitivamente annullata il 1º marzo 1916 e lo stesso Yuan abbandonò l'incarico di imperatore il 22 marzo 1916. Tuttavia, i suoi nemici volevano che si dimettesse anche da presidente, carica che conservava in quanto non aveva mai avuto luogo la cerimonia d'insediamento. La morte di Yuan, avvenuta il 5 giugno 1916 per uremia, mise fine a questi scontri. I suoi resti vennero posti in un mausoleo costruito su immagine di quello di Ulysses S. Grant. Nel 1928 la tomba fu saccheggiata dai nazionalisti durante la Spedizione del Nord.

## Vita privata
Yuan Shikai ebbe una moglie legittima e 9 concubine, che gli diedero 32 figli. Tra questi vi furono:
- Yuan Keding (袁克定) (1878–1958), principe ereditario conosciuto con il nome reale Yuntai (雲台)
- Yuan Kewen (袁克文) (1889–1931), conosciuto con il nome reale Baocen (豹岑)
- Yuan Keliang (袁克良), che sposò una figlia del politico cinese Zhang Baixi.

## Discendenza
- Yuan Keding si sposò con Wu Benxi, da cui ebbe tre figli:
  - Yuanrong Yuan(妾 马彩凤 生) (1904-1996), studiò negli Stati Uniti e conseguì un dottorato in geologia alla Columbia University, mentre sua moglie era la figlia di Wang Zhanyuan , governatore dell'Hubei. Dopo la fondazione della Repubblica popolare cinese, ha insegnato all'Hebei Institute of Geology e all'Istituto di tecnologia di Guiyang, e morì nel 1996. Ebbe due figli:
    - Chang Sun Yuan Yu Wu (1933-2009), in seguito ribattezzato Yuan Menglin. Ebbe anch'egli un solo figlio:
      - Vincent Yuan, attuale pretendente al trono imperiale.

    - Sun Yuan Yu Yan (1941 -), in seguito ribattezzato Yuan Shi, pittore, residente in Canada.
      - Sun Yuanwu Yuan (1968-), residente negli Stati Uniti.

  - Jiajin Yuan (妾 马彩凤 生), che sposò Lei Cunzheng, figlio maggiore del generale Peiyang Lei Zhenchun.
  - Jiadi Yuan（妻吴本娴生), autrice di libri d'arte ed artista versatile, sposò Fei Gong (1905-1945), professore di economia e storia occidentale all'Università di Zhejiang e figlio del politico Fei Shuwei (1883 - 1935).
- Yuan Kewen ebbe 5 mogli (Liu Meizhen, Love Yunlou, Xiaotaohong, Tang Zhijun, Yu Peiwen e Yaxian) e un numero indefinito di concubine, da cui ebbe 5 figli. Gli sopravvissero due figli:
  - Luke Chia-Liu Yuan (1912-2003), fisico nucleare, che sposò la collega Wu Jianxiong, da cui ebbe un figlio:
    - Vincent Yuan, fisico nucleare, che ebbe una sola figlia:
      - Jada Yuan

  - Jiaji Yuan, che vive a Tientsin, in Cina.

## Linea di successione
Yuan Shikai, Imperatore Hongxian (1859-1916)
- Yuan Keding, principe ereditario (1878–1958)
  - Chang Sun Yuan Yu Wu (1933-2009)
    - Vincent Yuan, attuale capo della casata imperiale degli Yuan

  - (1) Sun Yuan Yu Yan (1941 -)
    - (2) Sun Yuanwu Yuan (1968-)
- Yuan Kewen (1889-1931):
  - Luke Chia-Liu Yuan (1912-2003) 
    - (3) Vincent Yuan, fisico nucleare, che ebbe una sola figlia:
      - (4) Jada Yuan

  - (5) Jiaji Yuan, che vive a Tientsin, in Cina.